# Gerard Tarrius
Gerard Tarrius (1943 - 23 d'agost del 2008) va ser un militant d'Unitat Catalana que abandonà el partit el 2001 juntament amb altres militants per fundar el Bloc Català.
Fou president fundador del Bloc Català l'any 2002 al Congrés de Tuïr i membre des del 2008 del comitè executiu de la Federació nord-catalana de Convergència Democràtica de Catalunya.
Era regidor de Vilanova de Raó, del 2001 fins a la seva mort el 2008 i s'encarregava dels afers catalans.
L'entitat Burro Masqué li atorgà el mes de febrer del 2010 un premi especial per la seva tasca en defensa de la causa catalana.